# فراورده جانوری

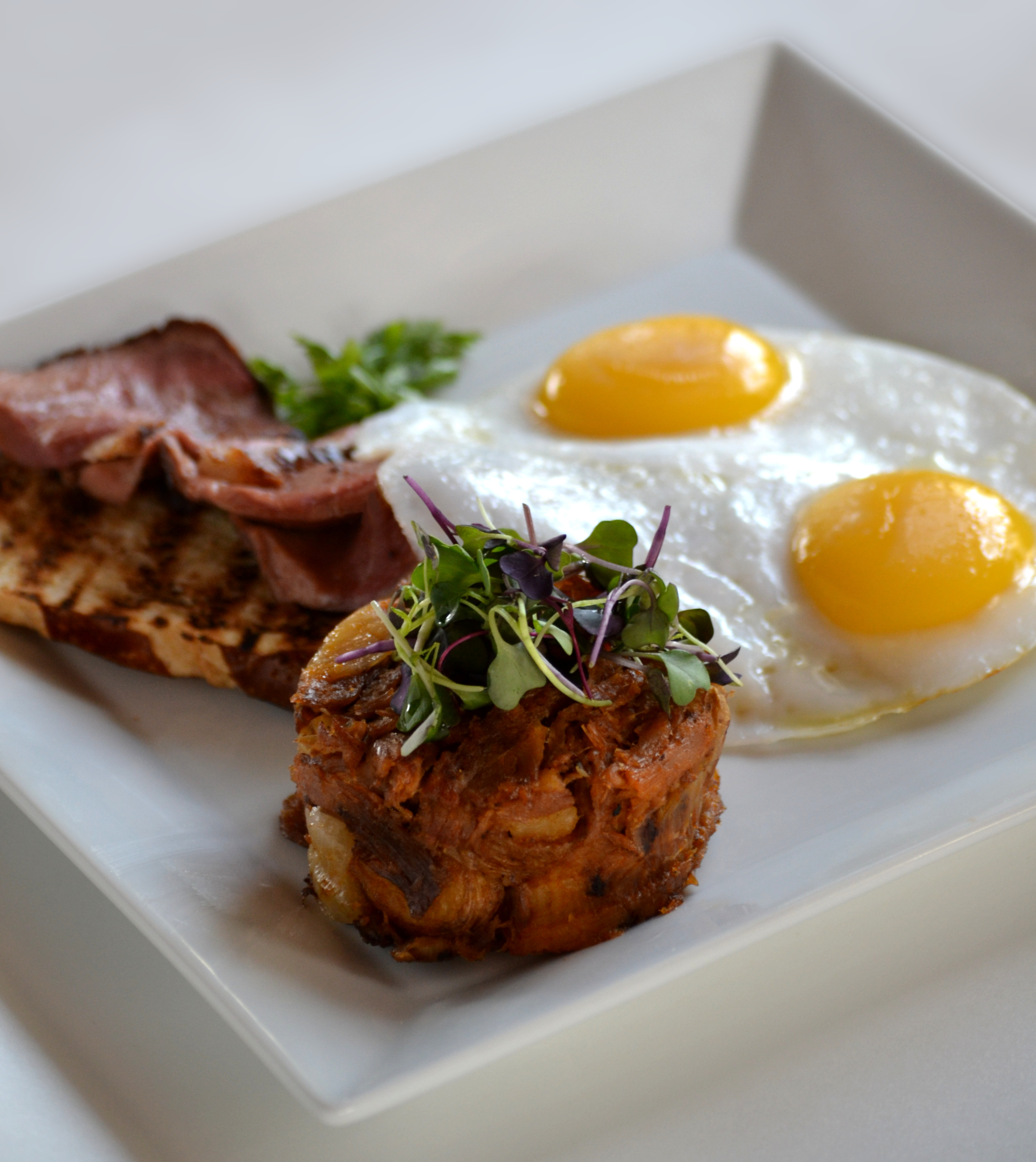
ظرفی به نام «اردک، اردک، اردک» زیرا سه بخش از بدن پیچیده اردک به دست می‌آید: تخم مرغ اردک، کانفیت اردک و سینه اردک بریان

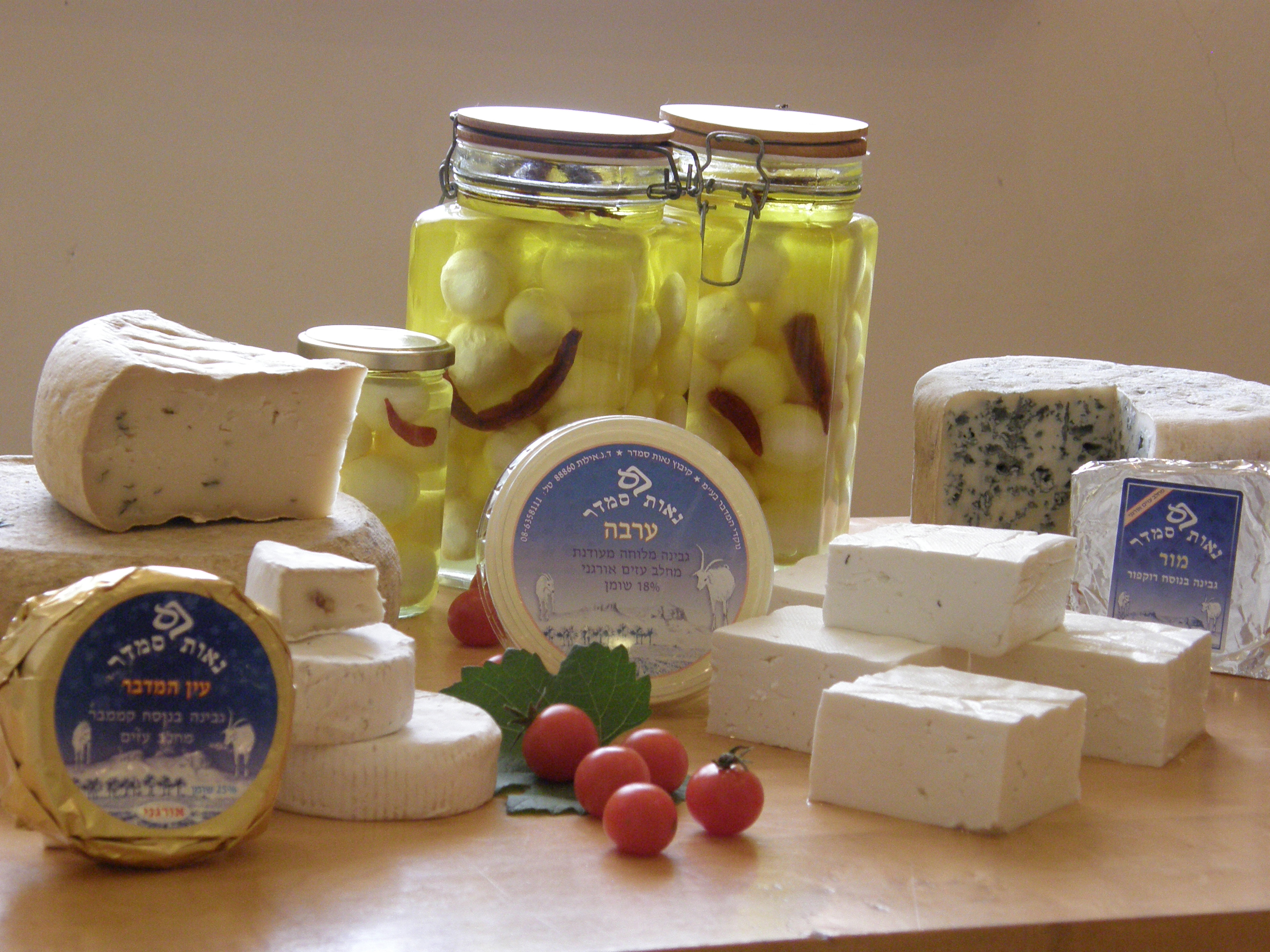
انواع پنیر بز

فراورده جانوری (به انگلیسی: Animal product)، هر ماده‌ای است که از بدن جانوران به دست می‌آید. به عنوان مثال می‌توان به چربی، گوشت، خون، شیر، تخم‌مرغ و محصولات کمتر شناخته‌شده مانند لیوان ایسین و مایه پنیر اشاره کرد.
واژه جانوران دربر گیرندهٔ همه گونه‌های موجود در قلمرو زیستی Animalia مانند حشرات، میگو و صدف جانوران می‌شود.